# Alsacia
Alsacia is een metrostation in het stadsdeel San Blas-Canillejas van de Spaanse hoofdstad Madrid. Het station werd geopend op 16 maart 2011 en wordt bediend door lijn 2 van de metro van Madrid.